# KMeet
kMeet est une solution de visioconférence hébergée par Infomaniak SA depuis avril 2020 pour lutter contre la pandémie de maladie à coronavirus de 2019-2020. Le service est basé sur le logiciel open source de Jitsi Meet,. Les  communications sont chiffrées et les données transitent via les serveurs d’Infomaniak qui sont basés en Suisse.
kMeet ne nécessite pas d’inscription pour être utilisé et est gratuit. Il est financé  par les services payants proposés par l’entreprise.

## Fonctionnalités
kMeet utilise la même technologie que Jitsi : le WebRTC, supporté par la plupart des navigateurs modernes : Chrome,  Firefox, Edge, Brave, Vivaldi ou encore Opera. 
La création d’une réunion est définie via une  URL unique. Cela signifie qu’aucun compte utilisateur n'est requis pour créer ou rejoindre une réunion. La durée de réunion et le nombre de participants sont illimités.
Depuis septembre 2020, un calendrier a été intégré au service de visioconférence, pour permettre de planifier des événements et d’inviter facilement les participants,.
kMeet propose également la plupart des fonctionnalités proposés par les outils concurrents :
- Partage d'écran, Partage de fichiers, Messagerie instantanée, Multiplateforme
- Prise de contrôle de l’écran[9] ; Enregistrement de la réunion[10] ; Arrière plan virtuel[11]
- Protection par mot de passe, Salle d’attente, Annotation d'écran partager

## Histoire
kMeet devient disponible au public le 1er avril 2020, dès le 27 avril 2020, kMeet subit une mise à jour majeure qui inclut la possibilité de planifier des réunions. Le 10 mai 2020, une nouvelle version voit le jour avec des  améliorations de l’UI et de la gestion des fonds d’écrans. 
Le 25 mai, kMeet subit une nouvelle modification au niveau du prejoin : on active par défaut le micro et la caméra avec un fond d’écran. Infomaniak améliore kMeet en septembre 2021 avec l'ajout d'une nouvelle fonctionnalité : les participants d'une visioconférence peuvent maintenant annoter un écran partagé, celui qui partage l'écran doit utiliser l'application kMeet disponible pour Windows, Mac ou Linux.

## Services similaires
- Zoom Video Communications
- Jitsi Meet
- Skype
- Microsoft Teams
- Google Meet
- Google Hangouts
- Cisco WebEx meeting
- Starleaf
- Livestorm